# Prefettura di Ōita
La prefettura di Ōita (大分県?, Ōita-ken), in Giappone, si trova nella regione di Kyūshū, sull'isola di Kyūshū. Ospita una popolazione di circa 1,2 milioni di abitanti e il suo capoluogo è l'omonima città di Ōita.
Confina con le prefetture di Miyazaki, Kumamoto e Fukuoka.
Ōita, il capoluogo, è la città più grande della prefettura, seguita da altri centri quali Beppu, Nakatsu e Saiki. La prefettura di Ōita è situata nel nordest del Kyushu, affacciata sul canale del Bungo; è altresì famosa per le sue terme ed è una popolare destinazione turistica in Giappone per i suoi onsen e ryokan, specialmente a Beppu.

## Città della prefettura
- Beppu
- Bungo-Ōno
- Bungo-Takada
- Hita
- Kitsuki
- Kunisaki
- Nakatsu
- Ōita (capoluogo)
- Saiki
- Taketa
- Tsukumi
- Usa
- Usuki
- Yufu